# 堀田満
堀田 満（ほった みつる、1935年7月23日 - 2015年7月8日）は、日本の植物学者。植物分類学の分野の研究で知られる。理学博士、鹿児島大学名誉教授、鹿児島県立短期大学名誉教授。京都大学教養部助教授、鹿児島大学理学部教授、鹿児島県立短期大学学長を歴任した。

## 人物
大阪府高槻市生まれ。1935年、芥川の門前橋近くの小作百姓の家に生まれ、そのままなら農民になっていたはずだが、農地改革があり小作も土地を持てたので、その土地を売って大学に行くことができた。中学生のころから週に1度高槻の山を歩き回っていた。高校生のころ、前川文夫の植物地理学の本に出会い、のちに植物地理学の総説『植物の分布と分化』出版に結びつく。
植物分類学の分野の研究で知られ、サトイモ科、バショウ科、ラン科、ユリ科、セリ科、イワタバコ科などの分類学的研究を行った。スマトラ自然研究プロジェクトを組織し、東南アジアの熱帯雨林で植物採集を行い、サトイモ科の属、ペディケラルム属（Pedicellarum）やウツボカズラ科のNepenthes adnata の記載を行った。
野外調査を多く行っており、この際に撮影された16mm映画フィルム群は、京都大学総合博物館(京都大学研究資源アーカイブ)へ学術映像資料として寄贈されている。
また、堀田満が地球上のあらゆる有用植物に関する文献、写真、スケッチ等をおよそ半世紀かけて収集し整理したデータ群はA4紙30万枚にも及び、インドネシアのボゴール植物園に集積されたデータなどに匹敵する世界有数の規模を持つものであり、総合地球環境学研究所に寄贈されている。植物分類学をはじめ、薬学、育種学、農学など自然科学ばかりか、文化人類学、言語学など人文社会科学の発展にも資することが期待され、2005年度からは学術振興会の科学研究費を受け、現在もデジタルアーカイブ化を進めている。
2015年　骨髄異形成症候群のため鹿児島市内の住宅型老人ホームで死去。満79歳没（享年81）。叙正四位、瑞宝中綬章追贈。

## 略歴
- 1935年7月23日	大阪府高槻市生まれ
- 1960年4月	大阪府立大学農学部卒業　京都大学大学院理学研究科に進む
- 1960年　 　京都大学探検部の海外学術調査にてトンガ王国調査隊に参加
- 1966年3月	京都大学大学院理学研究科博士課程単位取得退学
- 1966年4月	神戸女子大学家政学部講師 (常勤)
- 1970年1月	理学博士（京都大学）取得、学位論文は「Taxonomy of the family Araceae in Eastern Asia (東アジアのサトイモ科植物の分類)」[5]。
- 1972年4月	京都大学教養部助教授
- 1988年4月	鹿児島大学理学部教授（1996年‐2000年理学部長）
- 1993年2月	松下幸之助花の万博記念奨励賞
- 2001年3月	鹿児島大学を停年退官
- 2001年4月	環境大臣表彰 (自然保護に関する学術貢献)
- 2001年4月	鹿児島大学名誉教授，西南日本植物情報研究所 所長
- 2002年4月	鹿児島県立短期大学学長
- 2003年3月	日本植物分類学会賞
- 2006年4月	鹿児島県立短期大学退職，鹿児島県立短期大学名誉教授
- 2009年4月	第19回南方熊楠賞[6]
- 2012年	松下幸之助花の万博記念賞20周年特別賞受賞
- 2015年7月8日　死去

## 著作（一部）
- 『日本列島の植物』  (1973年)
- 『京都植物たちの物語』  (1987年)
- 『世界有用植物事典』  (1989年)
- 『赤道直下、森と火山の島・スマトラの自然と人々』  (1992年)
- 『植物の生活誌』  (1999年)